# Campeonato Nacional Abierto de Bádminton de los Estados Unidos
El Campeonato Nacional Abierto de Badminton de los Estados Unidos, también conocido como el US Open, es un torneo de bádminton que se celebra anualmente en los Estados Unidos desde 1954, cuando la entonces Asociación Americana de Bádminton, ahora la USA Bádminton, decidió abrir el Campeonato Nacional de Bádminton de los Estados Unidos a la competición extranjera.
Durante los años 1950s y 1960s, el Campeonato Nacional de Abierto de los Estados Unidos atrajo a los mejores jugadores de bádminton del Mundo. Después de un pequeño declive, a últimas fechas este torneo ha vuelto a atraer a las grandes figuras a nivel mundial, así por ejemplo, la edición de 2015, llamada 2015 Yonex Suffolk County Community College US Open, celebrado en Brentwood, NY, atrajo al jugador de Malasia Lee Chong Wei, así como otros nueve jugadores clasificados dentro de top 30 Mundial. De hecho, en cada una de las cinco categorías (individuales varonil, individuales femenil, dobles masculinos, dobles femeninos y mixtos) hubo en la siembra al menos seis competidores que se ubicaban dentro del top 25 de los mejores jugadores del Mundo. Siendo dicha edición de 2015, la segunda ocasión en que el US Open se celebró en las super-instalaciones del Suffolk County Community College.

## Ganadores previos
| Year      | Men's singles               | Women's singles         | Men's doubles                            | Women's doubles                        | Mixed doubles                                |
| --------- | --------------------------- | ----------------------- | ---------------------------------------- | -------------------------------------- | -------------------------------------------- |
| 1954      | Eddy B. Choong              | Judy Devlin             | Ooi Teik Hock Ong Poh Lim                | Judy Devlin Susan Devlin               | Joseph Cameron Alston Lois Alston            |
| 1955      | Joseph C. Alston            | Margaret Varner         | Joe Alston T. Wynn Rogers                | Judy Devlin Susan Devlin               | Wynn Rogers Dorothy Hann                     |
| 1956      | Finn Kobberø                | Judy Devlin             | Finn Kobberø Jørgen Hammergaard Hansen   | Ethel Marshall Beatrice Massman        | Finn Kobberø Judy Devlin                     |
| 1957      | Finn Kobberø                | Judy Devlin             | Finn Kobberø Jørgen Hammergaard Hansen   | Judy Devlin Susan Devlin               | Finn Kobberø Judy Devlin                     |
| 1958      | Jim Poole                   | Judy Devlin             | Finn Kobberø Jørgen Hammergaard Hansen   | Judy Devlin Susan Devlin               | Finn Kobberø Judy Devlin                     |
| 1959      | Tan Joe Hok                 | Judy Devlin             | Teh Kew San Lim Say Hup                  | Judy Devlin Susan Devlin               | Michael Roche Judy Devlin                    |
| 1960      | Tan Joe Hok                 | Judy Devlin             | Finn Kobberø Charoen Wattanasin          | Judy Devlin Susan Devlin               | Finn Kobberø Margaret Varner                 |
| 1961      | Jim Poole                   | Judy Devlin             | Joe Alston Wynn Rogers                   | Judy Devlin Hashman Susan Devlin Peard | Wynn Rogers Judy Devlin Hashman              |
| 1962      | Ferry Sonneville            | Judy Devlin             | Joe Alston Wynn Rogers                   | Judy Devlin Hashman Patsy Stephens     | Wynn Rogers Judy Hashman                     |
| 1963      | Erland Kops                 | Judy Devlin             | Erland Kops Bob McCoig                   | Judy Devlin Hashman Susan Peard        | Sangob Rattanusorn Margaret Barrand          |
| 1964      | Channarong Ratanaseangsuang | Dorothy O'Neil          | Joe Alston Wynn Rogers                   | Tyna Barinaga Caroline Jensen          | Channarong Ratanaseangsuang Margaret Barrand |
| 1965      | Erland Kops                 | Judy Devlin             | Bob McCoig Tony Jordan                   | Margaret Barrand Jennifer Pritchard    | Bob McCoig Margaret Barrand                  |
| 1966      | Tan Aik Huang               | Judy Devlin             | Ng Boon Bee Tan Yee Khan                 | Judy Devlin Hashman Susan Devlin Peard | Wayne Macdonnell Tyna Barinaga               |
| 1967      | Erland Kops                 | Judy Devlin             | Erland Kops Joe Alston                   | Judy Devlin Hashman Rosine Jones Lemon | Jim Sydie Judy Devlin Hashman                |
| 1968      | Channarong Ratanaseangsuang | Tyna Barinaga           | Jim Poole Don Paup                       | Tyna Barinaga Helen Tibbetts           | Larry Saben Carlene Starkey                  |
| 1969      | Rudy Hartono                | Minarni                 | Ng Boon Bee Punch Gunalan                | Minarni Retno Kustijah                 | Erland Kops Pernille Molgaard Hansen         |
| 1970      | Junji Honma                 | Etsuko Takenaka         | Junji Honma Ippei Kojima                 | Etsuko Takenaka Machiko Aizawa         | Paul Whetnall Margaret Boxall                |
| 1971      | Muljadi                     | Noriko Takagi           | Ng Boon Bee Punch Gunalan                | Noriko Takagi Hiroe Yuki               | Jim Poole Maryanne Breckell                  |
| 1972      | Sture Johnsson              | Eva Twedberg            | Derek Talbot Elliot Stuart               | Anne Berglund Pernille Kaagaard        | Flemming Delfs Pernille Kaagaard             |
| 1973      | Sture Johnsson              | Eva Twedberg            | Jim Poole Don Paup                       | Pam Brady Diane Hales                  | Sture Johnsson Eva Twedberg                  |
| 1974 1975 | no hubo competición         | no hubo competición     | no hubo competición                      | no hubo competición                    | no hubo competición                          |
| 1976      | Paul Whetnall               | Gillian Gilks           | Willi Braun Roland Maywald               | Gillian Gilks Susan Whetnall           | David Eddy Susan Whetnall                    |
| 1977 1982 | no hubo competición         | no hubo competición     | no hubo competición                      | no hubo competición                    | no hubo competición                          |
| 1983      | Mike Butler                 | Sherrie Liu             | John Britton Gary Higgins                | Claire Backhouse Johanne Falardeau     | Mike Butler Claire Backhouse                 |
| 1984      | Xiong Guobao                | Luo Yun                 | Chen Hongyong Zhang Qingwu               | Yin Haichen Lu Yanahua                 | Wang Pengren Luo Yun                         |
| 1985      | Mike Butler                 | Claire Backhouse Sharpe | John Britton Gary Higgins                | Claire Sharpe Sandra Skillings         | Mike Butler Claire Sharpe                    |
| 1986      | Sung Han-kuk                | Denyse Julien           | Yao Ximing Tariq Wadood                  | Denyse Julien Johanne Falardeau        | Mike Butler Johanne Falardeau                |
| 1987      | Park Sun-bae                | Chun Suk-sun            | Lee Deuk-choon Lee Sang-bok              | Kim Ho Ja Chung So-young               | Lee Deuk-choon Chung So-young                |
| 1988      | Sze Yu                      | Lee Myeong-hee          | Christian Hadinata Lius Pongoh           | Kim Ho Ja Chung So-young               | Christian Hadinata Ivana Lie                 |
| 1989      | no competition              | no competition          | no competition                           | no competition                         | no competition                               |
| 1990      | Fung Permadi                | Denyse Julien           | Ger Shin-Ming Yang Shih-Jeng             | Denyse Julien Doris Piché              | Tariq Wadood Traci Britton                   |
| 1991      | Steve Butler                | Shim Eun-jung           | Jalani Sidek Razif Sidek                 | Shim Eun-jung Kang Bok-seung           | Lee Sang-bok Shim Eun-jung                   |
| 1992      | Poul-Erik Hoyer-Larsen      | Lim Xiaoqing            | Cheah Soon Kit Soo Beng Kiang            | Lim Xiaoqing Christine Magnusson       | Thomas Lund Pernille Dupont                  |
| 1993      | Marleve Mainaky             | Lim Xiaoqing            | Thomas Lund Jon Holst-Christensen        | Gil Young-ah Chung So-young            | Thomas Lund Catrine Bengtsson                |
| 1994      | Thomas Stuer-Lauridsen      | Liu Guimei              | Ade Sutrisna Candra Wijaya               | Rikke Olsen Helene Kirkegaard          | Jens Eriksen Rikke Olsen                     |
| 1995      | Hermawan Susanto            | Ye Zhaoying             | Rudy Gunawan Joko Suprianto              | Gil Young-ah Jang Hye-ock              | Kim Dong-moon Gil Young-ah                   |
| 1996      | Joko Suprianto              | Mia Audina              | Candra Wijaya Sigit Budiarto             | Zelin Resiana Eliza Nathanael          | Kim Dong-moon Chung So-young                 |
| 1997      | Poul-Erik Hoyer-Larsen      | Camilla Martin          | Ha Tae-kwon Kim Dong-moon                | Qin Yiyuan Tang Yongshu                | Kim Dong Moon Ra Kyung-min                   |
| 1998      | Fung Permadi                | Tang Yeping             | Horng Shin-Jeng Lee Wei-Jen              | Elinor Middlemiss Kirsteen McEwan      | Kenny Middlemiss Elinor Middlemiss           |
| 1999      | Colin Haughton              | Pi Hongyan              | Michael Lamp Jonas Rasmussen             | Huang Nanyan Lu Ying                   | Jonas Rasmussen Jane F. Bramsen              |
| 2000      | Ardy Wiranata               | Choi Ma-re              | Graham Hurrell James Anderson            | Gail Emms Joanne Wright                | Jonas Rasmussen Jane F. Bramsen              |
| 2001      | Lee Hyun-il                 | Ra Kyung-min            | Kang Kyung-jin Park Young-duk            | Kim Kyeung-ran Ra Kyung-min            | Mathias Boe Majken Vange                     |
| 2002      | Peter Gade                  | Julia Mann              | Tony Gunawan Khan Malaythong             | Joanne Wright Natalie Munt             | Tony Gunawan Etty Tantri                     |
| 2003      | Chien Yu-hsiu               | Kelly Morgan            | Tony Gunawan Khan Malaythong             | Yoshiko Iwata Miyuki Tai               | Tony Gunawan Eti Gunawan                     |
| 2004      | Kendrick Lee Yen Hui        | Xing Aiying             | Howard Bach Tony Gunawan                 | Cheng Wen-hsing Chien Yu-chin          | Lin Wei-hsiang Cheng Wen-hsing               |
| 2005      | Hsieh Yu-hsing              | Lili Zhou               | Howard Bach Tony Gunawan                 | Peng Yun Johanna Lee                   | Khan Malaythong Mesinee Mangkalakiri         |
| 2006      | Yousuke Nakanishi           | Ella Karachkova         | Halim Haryanto Tony Gunawan              | Nina Vislova Valeria Sorokina          | Sergey Ivlev Nina Vislova                    |
| 2007      | Lee Tsuen Seng              | Jun Jae-youn            | Tadashi Ohtsuka Keita Masuda             | Miyuki Maeda Satoko Suetsuna           | Keita Masuda Miyuki Maeda                    |
| 2008      | Andrew Dabeka               | Lili Zhou               | Howard Bach Khan Malaythong              | Chang Li-Ying Hung Shih-Chieh          | Halim Haryanto Peng Yun                      |
| 2009      | Taufik Hidayat              | Anna Rice               | Howard Bach Tony Gunawan                 | Ruilin Huang Xuelian Jiang             | Howard Bach Eva Lee                          |
| 2010      | Rajiv Ouseph                | Zhu Lin                 | Fang Chieh-min Lee Sheng-mu              | Cheng Wen-hsing Chien Yu-chin          | Michael Fuchs Birgit Overzier                |
| 2011      | Sho Sasaki                  | Tai Tzu-ying            | Ko Sung-hyun Lee Yong-dae                | Ha Jung-eun Kim Min-jung               | Lee Yong-dae Ha Jung-eun                     |
| 2012      | Vladimir Ivanov             | Pai Hsiao-ma            | Hiroyuki Endo Kenichi Hayakawa           | Misaki Matsutomo Ayaka Takahashi       | Tony Gunawan Vita Marissa                    |
| 2013      | Nguyen Tien Minh            | Sapsiree Taerattanachai | Takeshi Kamura Keigo Sonoda              | Bao Yixin Zhong Qianxin                | Lee Chun Hei Chau Hoi Wah                    |
| 2014      | Nguyen Tien Minh            | Zhang Beiwen            | Maneepong Jongjit Nipitphon Puangpuapech | Shendy Puspa Irawati Vita Marissa      | Muhammad Rijal Vita Marissa                  |
| 2015      | Lee Chong Wei               | Nozomi Okuhara          | Li Junhui Liu Yuchen                     | Yu Yang Zhong Qianxin                  | Huang Kaixiang Huang Dongping                |
| 2016      | Lee Hyun-il                 | Ayumi Mine              | Mathias Boe Carsten Mogensen             | Shiho Tanaka Koharu Yonemoto           | Yugo Kobayashi Wakana Nagahara               |
| 2017      | H. S. Prannoy               | Aya Ohori               | Takuto Inoue Yuki Kaneko                 | Lee So-hee Shin Seung-chan             | Seo Seung-jae Kim Ha-na                      |
| 2018      | Lee Dong-keun               | Li Xuerui               | Ou Xuanyi Ren Xiangyu                    | Tang Jinhua Yu Xiaohan                 | Chan Peng Soon Goh Liu Ying                  |
| 2019      | Lin Chun-yi                 | Wang Zhiyi              | Ko Sung-hyun Shin Baek-cheol             | Nami Matsuyama Chiharu Shida           | Lee Jhe-huei Hsu Ya-ching                    |

## Tabla por nación
| Lugar | País           | Individuales varonil | Individuales femenil | Dobles varonil | Dobles femenil | Mixtos | Total |
| ----- | -------------- | -------------------- | -------------------- | -------------- | -------------- | ------ | ----- |
| 1     | Estados Unidos | 4                    | 19                   | 13             | 17.5           | 19.5   | 73    |
| 2     | Dinamarca      | 8                    | 1                    | 8.5            | 2              | 12.5   | 32    |
| 3     | Corea del Sur  | 3                    | 5                    | 4              | 7              | 6      | 25    |
| 4     | Indonesia      | 10                   | 2                    | 4              | 3              | 3.5    | 22.5  |
| 5     | Inglaterra     | 4                    | 3                    | 3.5            | 4              | 5.5    | 20    |
| 6     | Canadá         | 4                    | 4                    | 0              | 4              | 4.5    | 16.5  |
| 7     | Japón          | 3                    | 3                    | 4              | 5              | 1      | 16    |
| 8     | China          | 1                    | 4                    | 2              | 5              | 2      | 14    |
| 9     | Malasia        | 4                    | 0                    | 7              | 0              | 0      | 11    |
| 10    | China Taipéi   | 1                    | 3                    | 1              | 3              | 1      | 9     |
| 11    | Suecia         | 2                    | 3                    | 0              | 1              | 2.5    | 8.5   |
| 12    | Tailandia      | 1                    | 1                    | 2.5            | 0              | 2.5    | 7     |
| 13    | Escocia        | 0                    | 0                    | 2.5            | 1              | 2.5    | 6     |
| 14    | Rusia          | 1                    | 1                    | 0              | 0              | 1      | 2     |
| 14    | Vietnam        | 2                    | 0                    | 0              | 0              | 0      | 2     |
| 14    | Singapur       | 1                    | 1                    | 0              | 0              | 0      | 2     |
| 14    | Taiwán         | 0                    | 0                    | 2              | 0              | 0      | 2     |
| 18    | Australia      | 1                    | 0                    | 0              | 0              | 0      | 1     |
| 18    | Francia        | 0                    | 1                    | 0              | 0              | 0      | 1     |
| 18    | Gales          | 0                    | 1                    | 0              | 0              | 0      | 1     |